# Granges-sur-Lot
Granges-sur-Lot – miejscowość i gmina we Francji, w regionie Nowa Akwitania, w departamencie Lot i Garonna.
Według danych na rok 1990 gminę zamieszkiwało 527 osób, a gęstość zaludnienia wynosiła 126 osób/km² (wśród 2290 gmin Akwitanii Granges-sur-Lot plasuje się na 694. miejscu pod względem liczby ludności, natomiast pod względem powierzchni - na miejscu 1475.).